# Giovanni Guglielmo di Jülich-Kleve-Berg
Giovanni Guglielmo di Jülich-Kleve-Berg (Kleve, 29 maggio 1562 – 25 marzo 1609) fu duca di Jülich-Kleve-Berg dal 1592 al 1609.

## Biografia
Era figlio di Guglielmo di Jülich-Kleve-Berg e di Maria d'Austria, figlia dell'imperatore Ferdinando I d'Asburgo.
Da parte di madre era dunque imparentato con la casa reale spagnola, oltre che con gli Asburgo austriaci.
Divenne erede del ducato di Jülich-Kleve-Berg alla morte del fratello maggiore Carlo Federico, morto a Roma a vent'anni nel 1575.
Il 5 gennaio 1592 morì suo padre, rendendolo duca di Jülich, Kleve e Berg fino alla sua morte nel 1609.
Nel 1585 sposò Giacoba di Baden-Baden e, rimasto vedovo, nel 1599 Antonia di Lorena, ma entrambe le mogli non riuscirono a dargli un erede maschio.
Alla sua morte il ducato venne diviso in due: il Brandenburgo ricevette il Cleves-Mark e il Neuburg ricevette il Jülich-Berg.

## Ascendenza
|                                         |                     |                          | Genitori                    |  |  | Nonni |  |  | Bisnonni             |  |  | Trisnonni           |  |
|                                         |                     |                          |                             |  |  |       |  |  | Giovanni II di Kleve |  |  | Giovanni I di Kleve |  |
|                                         |                     |                          |                             |  |  |       |  |  | Giovanni II di Kleve |  |  | Giovanni I di Kleve |  |
|                                         |                     | Elisabetta di Nevers     |                             |  |  |       |  |  | Giovanni II di Kleve |  |  |                     |  |
| Giovanni III di Kleve                   |                     |                          |                             |  |  |       |  |  | Giovanni II di Kleve |  |  |                     |  |
|                                         |                     | Matilde d'Assia          | …                           |  |  |       |  |  |                      |  |  |                     |  |
|                                         |                     | Matilde d'Assia          | …                           |  |  |       |  |  |                      |  |  |                     |  |
|                                         |                     | Matilde d'Assia          | …                           |  |  |       |  |  |                      |  |  |                     |  |
| Guglielmo di Jülich-Kleve-Berg          |                     | Matilde d'Assia          |                             |  |  |       |  |  |                      |  |  |                     |  |
|                                         |                     | Guglielmo di Jülich-Berg | Gerardo di Jülich-Berg      |  |  |       |  |  |                      |  |  |                     |  |
|                                         |                     | Guglielmo di Jülich-Berg | Gerardo di Jülich-Berg      |  |  |       |  |  |                      |  |  |                     |  |
|                                         |                     | Guglielmo di Jülich-Berg | Sofia di Sassonia-Lauenburg |  |  |       |  |  |                      |  |  |                     |  |
| Maria di Jülich-Berg                    |                     | Guglielmo di Jülich-Berg |                             |  |  |       |  |  |                      |  |  |                     |  |
|                                         |                     | Sibilla di Hohenzollern  | Alberto III di Brandeburgo  |  |  |       |  |  |                      |  |  |                     |  |
|                                         |                     | Sibilla di Hohenzollern  | Alberto III di Brandeburgo  |  |  |       |  |  |                      |  |  |                     |  |
|                                         |                     | Sibilla di Hohenzollern  | Anna di Sassonia            |  |  |       |  |  |                      |  |  |                     |  |
| Giovanni Guglielmo di Jülich-Kleve-Berg |                     | Sibilla di Hohenzollern  |                             |  |  |       |  |  |                      |  |  |                     |  |
|                                         | Filippo I d'Asburgo | Massimiliano I d'Asburgo |                             |  |  |       |  |  |                      |  |  |                     |  |
|                                         | Filippo I d'Asburgo | Massimiliano I d'Asburgo |                             |  |  |       |  |  |                      |  |  |                     |  |
|                                         | Filippo I d'Asburgo | Maria di Borgogna        |                             |  |  |       |  |  |                      |  |  |                     |  |
| Ferdinando I d'Asburgo                  | Filippo I d'Asburgo |                          |                             |  |  |       |  |  |                      |  |  |                     |  |
|                                         |                     | Giovanna di Castiglia    | Ferdinando II d'Aragona     |  |  |       |  |  |                      |  |  |                     |  |
|                                         |                     | Giovanna di Castiglia    | Ferdinando II d'Aragona     |  |  |       |  |  |                      |  |  |                     |  |
|                                         |                     | Giovanna di Castiglia    | Isabella di Castiglia       |  |  |       |  |  |                      |  |  |                     |  |
| Maria d'Austria                         |                     | Giovanna di Castiglia    |                             |  |  |       |  |  |                      |  |  |                     |  |
|                                         |                     | Ladislao II di Boemia    | Casimiro IV di Polonia      |  |  |       |  |  |                      |  |  |                     |  |
|                                         |                     | Ladislao II di Boemia    | Casimiro IV di Polonia      |  |  |       |  |  |                      |  |  |                     |  |
|                                         |                     | Ladislao II di Boemia    | Elisabetta d'Asburgo        |  |  |       |  |  |                      |  |  |                     |  |
| Anna Jagellone                          |                     | Ladislao II di Boemia    |                             |  |  |       |  |  |                      |  |  |                     |  |
|                                         |                     | Anna di Foix-Candale     | Gastone II di Foix-Candale  |  |  |       |  |  |                      |  |  |                     |  |
|                                         |                     | Anna di Foix-Candale     | Gastone II di Foix-Candale  |  |  |       |  |  |                      |  |  |                     |  |
|                                         |                     | Anna di Foix-Candale     | Caterina di Navarra         |  |  |       |  |  |                      |  |  |                     |  |
|                                         |                     | Anna di Foix-Candale     |                             |  |  |       |  |  |                      |  |  |                     |  |